# 桂南光のこちら夢通り
『桂南光のこちら夢通り』（かつらなんこうのこちらゆめどおり）は、1992年4月から1994年3月まで朝日放送（ABCテレビ）で月 - 金曜日 21:54 - 22:00 （JST）に放送されていた関西ローカルのミニ番組である。

## 内容
出演者は桂南光。
前身番組『味の招待席』の街バージョンにあたる番組で、関西各地の街並・通り・スポットなどを収録したVTRを見ながら、南光の語りとテーマ曲に乗せて街の良さなどを伝えていた。
朝日放送関連の衛星放送であるスカイ・エーでも放送されていた。
街の良さなどを伝える番組である物の後に「歴史街道」も扱うようになり、1994年春から『歴史街道〜ロマンへの扉〜』を放送することになったため、終了となった。

## タイトル
南光は当初桂べかこの名で活動していたため、番組は『桂べかこのこちら夢通り』（かつらべかこのこちらゆめどおり）というタイトルでスタートしたが、1993年11月に三代目桂南光を襲名したのに合わせて『桂南光のこちら夢通り』へ改題。以後は最終回までこのタイトルで放送され続けた。

## テーマ曲
- こちら夢通り（唄：伊藤敏博、作詞・作曲：PEE&NAO）